# UFO Abduction
UFO Abduction è un film del 1989 scritto e diretto da Dean Alioto. È un film a basso costo girato in stile falso documentario.

## Trama
I Van Heese, una normale e tranquilla famiglia del Connecticut, si ritrovano in una casa di campagna per festeggiare il compleanno della piccola Michelle. Durante la cena, uno dei membri della famiglia tira fuori la sua nuova cinepresa e comincia a girare un filmino amatoriale della festa. Durante la serata, tre membri della famiglia escono fuori per riparare il contatore elettrico, quando intravedono dei bagliori rossi nel cielo. Si addentrano così nel bosco, e scoprono ad alcune centinaia di metri di distanza dalla casa un oggetto che sembra essere una piccola astronave, da cui fuoriescono, sotto i loro occhi, degli alieni di piccole dimensioni. Terrorizzati, i tre membri della famiglia rientrano in casa e fanno barricare il resto dei parenti all'interno, convinti che gli alieni che hanno visto nel bosco abbiano intenzioni bellicose.

## Distribuzione
La pellicola, non distribuita all'epoca su larga scala, fu realizzata da Alioto con l'intento di far credere che si trattasse di un documento vero, e che la vicenda narrata fosse realmente accaduta. Di fatto, il film anticipa di diversi anni l'idea che sarà alla base di The Blair Witch Project, rivelandosi come il primo mockumentary dai tempi di Cannibal Holocaust. Per rendere il tutto più credibile, Alioto fece credere che la famiglia protagonista del filmato fosse veramente scomparsa nel nulla, aggiungendo alla fine del film un messaggio che chiedeva, a chi avesse avuto notizie delle persone scomparse, di contattare le autorità.

## Remake
Nel 1998 lo stesso regista ha realizzato un remake del film con un budget più elevato e con attori professionisti, dal titolo Alien Abduction: Incident in Lake County, anche noto come The McPherson Tape (questo titolo alternativo viene spesso erroneamente attribuito anche a UFO Abduction).